# Olésio Coutinho Filho
Olésio Coutinho Filho, mais conhecido como Olésio Coutinho, (Campo Maior, 29 de novembro de 1946) é um médico e político brasileiro que foi deputado estadual pelo Piauí.

## Dados biográficos
Filho de Olésio Coutinho e Francisca das Chagas Paz Coutinho. Graduado em Medicina pela Universidade Federal da Bahia com pós-graduação na Pontifícia Universidade Católica do Rio de Janeiro e no Hospital dos Servidores do Estado do Rio de Janeiro e com  especialização em Medicina Legal e Otorrinolaringologia. Médico do Hospital Getúlio Vargas em Teresina e perito do Instituto Nacional do Seguro Social, foi diretor de planejamento da Fundação Municipal de Saúde em Teresina.
Filiado ao PDS, foi eleito vereador em Campo Maior em 1982 e em 1986 ficou na oitava suplência de deputado estadual via PMDB. Após mudar o domicílio eleitoral para Teresina foi eleito vereador em 1988 e em 1990 ficou na quarta suplência na eleição para deputado estadual, chegando a exercer o mandato no primeiro mês do governo Mão Santa, em janeiro de 1995.
Reeleito vereador de Teresina pelo PSDB em 1992, figurou como oitavo suplente de deputado estadual em 1994 e renovou o mandato na Câmara Municipal de Teresina em 1996, 2000 e 2004, neste último caso via PTB. Nesta última legenda ficou na segunda suplência em 2008, mas com a renúncia de Elizeu Aguiar para assumir como deputado federal e a nomeação de Graça Amorim para o secretariado do prefeito Silvio Mendes, foi convocado a exercer o mandato.
Seu pai foi eleito vereador em Campo Maior pelo PSD em 1948.